# グリセロールデヒドロゲナーゼ (NADP+)
グリセロールデヒドロゲナーゼ (NADP+)（glycerol dehydrogenase (NADP+)）は、次の化学反応を触媒する酸化還元酵素である。
グリセロール + NADP+ {\displaystyle \rightleftharpoons } D-グリセルアルデヒド + NADPH + H+
反応式の通り、この酵素の基質はグリセロールとNADP+、生成物はD-グリセルアルデヒドとNADPHとH+である。
組織名はglycerol:NADP+ oxidoreductaseである。